# 云南柿
云南柿（学名：Diospyros yunnanensis）为柿科柿属下的一个种。种加词 yunnanensis 意为“云南的”。